# Alice Csodaországban (film, 1999)
Az Alice Csodaországban (eredeti cím: Alice in Wonderland) 1999-es angol-amerikai játékfilm, mely Lewis Carroll: Alice Csodaországban és Alice Tükörországban című könyvein alapul. A címszerepet Tina Majorino (Alice) alakítja.
A filmet az Egyesült Királyságban 1999. február 28-án mutatta be a Hallmark televízió.

## Szereplők
| Szereplő                           | Színész                                         | Magyar hang               |
| ---------------------------------- | ----------------------------------------------- | ------------------------- |
| Alice                              | Tina Majorino                                   | Mánya Zsófi               |
| Vadalma (vigyorkandúr)             | Whoopi Goldberg                                 | Martin Márta              |
| Szívkirálynő                       | Miranda Richardson                              | Bíró Anikó                |
| Szívkirály                         | Simon Russell Beale                             | Csuja Imre                |
| Kalapos                            | Martin Short                                    | Schnell Ádám              |
| Április bolondja (hang)            | Francis Wright                                  | Kerekes József            |
| Egér úr                            | Ken Dodd                                        | Rosta Sándor              |
| Álteknőc                           | Gene Wilder                                     | Helyey László             |
| Fehér nyúl (hang)                  | Richard Coombs                                  | Kassai Károly             |
| Fehér lovag                        | Christopher Lloyd                               | Kristóf Tibor             |
| Hercegnő                           | Elizabeth Spriggs                               | Pásztor Erzsi             |
| Hernyó                             | Ben Kingsley                                    | Szakácsi Sándor           |
| Egyik tojás                        | Robbie Coltrane                                 | Barbinek Péter            |
| Másik tojás                        | George Wendt                                    | Kránitz Lajos             |
| Rozmár                             | Peter Ustinov                                   | Versényi László           |
| Ácsmester                          | Pete Postlethwaite                              | Orosz István              |
| Griffmadár (hang)                  | Donald Sinden                                   | Jakab Csaba               |
| Sir Jack, a Szív Királynő bolondja | Jason Flemyng                                   | Kautzky Armand            |
| Pat, a kertész                     | Jason Byrne                                     | Czvetkó Sándor            |
| Bill, a segédkertész               | Paddy Joyce                                     | Dobránszky Zoltán         |
| Miss Lory                          | Liz Smith                                       | Kassai Ilona              |
| Kacsa úr                           | Ken Campbell                                    | Versényi László           |
| Dodó úr                            | Peter Bayliss                                   | Velenczey István          |
| Sasfióka                           | Heathcote Williams                              | Papp János                |
| Tűzliliom                          | Joanna Lumley                                   | Andresz Kati              |
| Szakács                            | Sheila Hancock                                  | Gyimesi Pálma             |
| Hóhér                              | Murray Melvin                                   | Németh Gábor              |
| Mormota (hang)                     | Nigel Plaskitt                                  | Haás Vander Péter         |
| Békafejű szolga                    | Peter Eyre                                      | Szűcs Sándor              |
| Halfejű szolga                     | Claude Berri                                    | ?                         |
| Rózsafestő kártyák                 | Matthew Sim Jonathan Broadbent Christopher Ryan | Csőre Gábor Szersén Gyula |
| Vörös lovag                        | Gerard Naprous                                  | ?                         |
| Anya                               | Janine Eser                                     | Csere Ágnes               |
| Apa                                | Jeremy Brudenell                                | Beratin Gábor             |
| Dadus                              | Mary Healey                                     | ?                         |
| Nevelőnő                           | Dilys Laye                                      | Némedi Mari               |
| További magyar hangok              |                                                 |                           |
| Oláh Orsolya                       |                                                 |                           |